# Objecció de consciència
L'objecció de consciència és el refús d'obeir a un ordre, una obligació professional o una llei que hom troba inacceptable per raons ètiques, polítiques o religioses.
El tipus més reconegut és l'objecció al servei militar, quan la instrucció a l'exèrcit és obligatòria al país en qüestió, usualment si es reconeix el dret a l'objecció s'estipulen mesures de servei socials alternatives per complir amb el deure vers l'Estat.
Li segueix en importància les objeccions ètiques del personal sanitari a aplicar mètodes com la píndola postcoital, l'avortament o l'eutanàsia. En aquests casos els motius adduïts passen pel respecte a la vida o creences religioses, que impedeixen seguir la legislació vigent quan aquesta permet aquestes pràctiques. Als països que van introduir el matrimoni homosexual, de vegades hi ha funcionaris del padró municipal d'habitants que van exigir el dret de refusar el servei.